# Cazilhac, Aude

Cazilhac este o comună în departamentul Aude din sudul Franței. În 1 ianuarie 2022 avea o populație de 1.637 de locuitori.